# 4e étape du Tour de France 2016
Pour un article plus général, voir Tour de France 2016.
La 4e étape du Tour de France 2016 se déroule le mardi 5 juillet 2016 entre Saumur et Limoges sur une distance de 237,5 kilomètres.

## Parcours

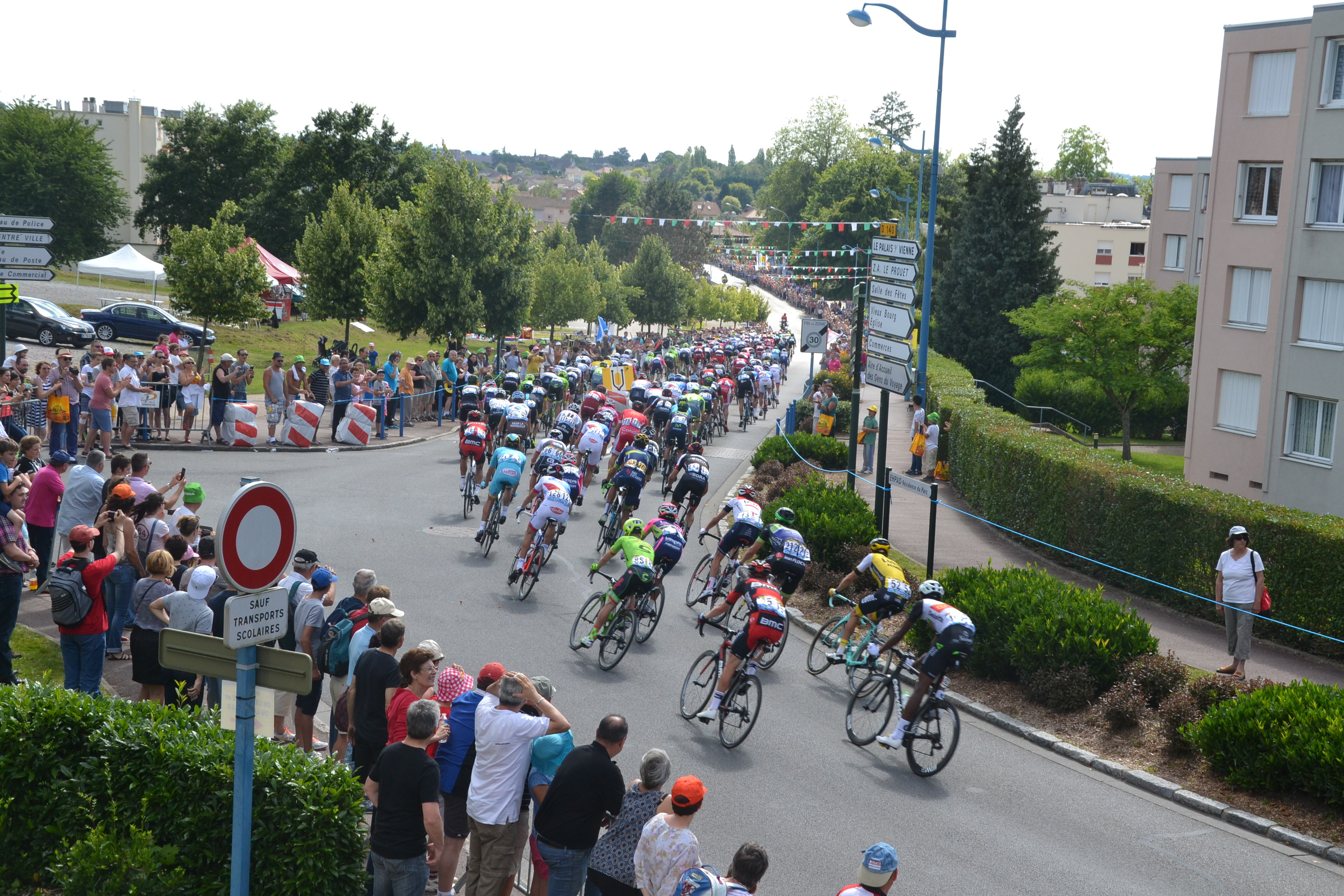
Passage du peloton à Panazol.

Etape plutôt plate dans sa première partie avant d'arrivée sur les routes limousines plutôt sinueuses et rarement plates. Le sprint intermédiaire est disputé au Dorat puis quelques kilomètres plus loin la seule difficulté de la journée est répertoriée, la côte de la Maison-Neuve (4e catégorie, 1,2 km à 5,6%). Les coureurs contourneront Limoges pour arriver par l'est. La ligne d'arrivée est située en haut de l'avenue Georges Dumas à proximité immédiate de l'hôtel de ville, un faux-plat montant.

## Déroulement de la course
Au 20e kilomètre une échappée composée de 4 hommes (Alexis Gougeard, Markel Irizar, Andreas Schillinger et Oliver Naesen) se dégage et prend le large. L'écart géré dans le peloton par les Tinkoff, équipe du maillot jaune, atteint 6 minutes à la mi-course. Andreas Schillinger s'impose dans le sprint du Dorat et Markel Irizar franchit en tête la côte de la Maison-Neuve. Les Lotto-Soudal (pour André Greipel) prennent les commandes du peloton et l'écart fond pour n'être que d'une minute à 40 km de l'arrivée. Les équipes de sprinteur reprennent les échappés avant d'arrivée dans Limoges et c'est Marcel Kittel qui s’impose devant Bryan Coquard. Il faudra la photo-finish pour départager les 2 coureurs. Peter Sagan fini 3e, garde le maillot jaune et augmente son avance de 4 secondes grâce aux bonifications. 

## Résultats

### Classement de l'étape
| \| Classement de l'étape \| Classement de l'étape \| Classement de l'étape \| Classement de l'étape \| Classement de l'étape \| \| Coureur \| Coureur \| Pays \| Équipe \| Temps \| \| --------------------- \| --------------------- \| --------------------- \| ---------------------- \| --------------------- \| \| 1er \| Marcel Kittel \| Allemagne \| Etixx-Quick Step \| 5 h 28 min 30 s \| \| 2e \| Bryan Coquard \| France \| Direct Énergie \| + 0 s \| \| 3e \| Peter Sagan \| Slovaquie \| Tinkoff \| + 0 s \| \| 4e \| Dylan Groenewegen \| Pays-Bas \| LottoNL-Jumbo \| + 0 s \| \| 5e \| Alexander Kristoff \| Norvège \| Katusha \| + 0 s \| \| 6e \| Sondre Holst Enger \| Norvège \| IAM Cycling \| + 0 s \| \| 7e \| Daniel McLay \| Royaume-Uni \| Fortuneo-Vital Concept \| + 0 s \| \| 8e \| Mark Cavendish \| Royaume-Uni \| Dimension Data \| + 0 s \| \| 9e \| Samuel Dumoulin \| France \| AG2R La Mondiale \| + 0 s \| \| 10e \| Simon Gerrans \| Australie \| Orica-BikeExchange \| + 0 s \| |                    |             |                        |                 |
| |                    |             |                        |                 |
| Source : ProCyclingStats |                    |             |                        |                 |
| Classement de l'étape |                    |             |                        |                 |
| Coureur | Coureur            | Pays        | Équipe                 | Temps           |
| 1er | Marcel Kittel      | Allemagne   | Etixx-Quick Step       | 5 h 28 min 30 s |
| 2e | Bryan Coquard      | France      | Direct Énergie         | + 0 s           |
| 3e | Peter Sagan        | Slovaquie   | Tinkoff                | + 0 s           |
| 4e | Dylan Groenewegen  | Pays-Bas    | LottoNL-Jumbo          | + 0 s           |
| 5e | Alexander Kristoff | Norvège     | Katusha                | + 0 s           |
| 6e | Sondre Holst Enger | Norvège     | IAM Cycling            | + 0 s           |
| 7e | Daniel McLay       | Royaume-Uni | Fortuneo-Vital Concept | + 0 s           |
| 8e | Mark Cavendish     | Royaume-Uni | Dimension Data         | + 0 s           |
| 9e | Samuel Dumoulin    | France      | AG2R La Mondiale       | + 0 s           |
| 10e | Simon Gerrans      | Australie   | Orica-BikeExchange     | + 0 s           |

### Points attribués
| Sprint intermédiaire - Le Dorat (km 170) | Sprint intermédiaire - Le Dorat (km 170) | Sprint intermédiaire - Le Dorat (km 170) | Sprint intermédiaire - Le Dorat (km 170) | Sprint intermédiaire - Le Dorat (km 170) |
| ---------------------------------------- | ---------------------------------------- | ---------------------------------------- | ---------------------------------------- | ---------------------------------------- |
|                                          | Coureur                                  | Pays                                     | Équipe                                   | Point(s)                                 |
| 1er                                      | Andreas Schillinger                      | Allemagne                                | Bora-Argon 18                            | 20                                       |
| 2e                                       | Oliver Naesen                            | Belgique                                 | IAM                                      | 17                                       |
| 3e                                       | Markel Irizar                            | Espagne                                  | Trek-Segafredo                           | 15                                       |
| 4e                                       | Alexis Gougeard                          | France                                   | AG2R La Mondiale                         | 13                                       |
| 5e                                       | Peter Sagan                              | Slovaquie                                | Tinkoff                                  | 11                                       |
| 6e                                       | Marcel Kittel                            | Allemagne                                | Etixx-Quick Step                         | 10                                       |
| 7e                                       | Mark Cavendish                           | Royaume-Uni                              | Dimension Data                           | 9                                        |
| 8e                                       | André Greipel                            | Allemagne                                | Lotto-Soudal                             | 8                                        |
| 9e                                       | Edward Theuns                            | Belgique                                 | Trek-Segafredo                           | 7                                        |
| 10e                                      | Fabio Sabatini                           | Italie                                   | Etixx-Quick Step                         | 6                                        |
| 11e                                      | Maximiliano Richeze                      | Argentine                                | Etixx-Quick Step                         | 5                                        |
| 12e                                      | Thomas De Gendt                          | Belgique                                 | Lotto-Soudal                             | 4                                        |
| 13e                                      | Tony Martin                              | Allemagne                                | Etixx-Quick Step                         | 3                                        |
| 14e                                      | Michael Matthews                         | Australie                                | Orica-BikeExchange                       | 2                                        |
| 15e                                      | Bryan Coquard                            | France                                   | Direct Énergie                           | 1                                        |
| modifier                                 |                                          |                                          |                                          |                                          |

| Arrivée d'étape - Limoges (km 237,5) | Arrivée d'étape - Limoges (km 237,5) | Arrivée d'étape - Limoges (km 237,5) | Arrivée d'étape - Limoges (km 237,5) | Arrivée d'étape - Limoges (km 237,5) |
| ------------------------------------ | ------------------------------------ | ------------------------------------ | ------------------------------------ | ------------------------------------ |
|                                      | Coureur                              | Pays                                 | Équipe                               | Point(s)                             |
| 1er                                  | Marcel Kittel                        | Allemagne                            | Etixx-Quick Step                     | 50                                   |
| 2e                                   | Bryan Coquard                        | France                               | Direct Énergie                       | 30                                   |
| 3e                                   | Peter Sagan                          | Slovaquie                            | Tinkoff                              | 20                                   |
| 4e                                   | Dylan Groenewegen                    | Pays-Bas                             | Lotto NL-Jumbo                       | 18                                   |
| 5e                                   | Alexander Kristoff                   | Norvège                              | Katusha                              | 16                                   |
| 6e                                   | Sondre Holst Enger                   | Norvège                              | IAM                                  | 14                                   |
| 7e                                   | Daniel McLay                         | Royaume-Uni                          | Fortuneo-Vital Concept               | 12                                   |
| 8e                                   | Mark Cavendish                       | Royaume-Uni                          | Dimension Data                       | 10                                   |
| 9e                                   | Samuel Dumoulin                      | France                               | AG2R La Mondiale                     | 8                                    |
| 10e                                  | Simon Gerrans                        | Australie                            | Orica-BikeExchange                   | 7                                    |
| 11e                                  | Edward Theuns                        | Belgique                             | Trek-Segafredo                       | 6                                    |
| 12e                                  | Sep Vanmarcke                        | Belgique                             | Lotto NL-Jumbo                       | 5                                    |
| 13e                                  | Lawson Craddock                      | États-Unis                           | Cannondale-Drapac                    | 4                                    |
| 14e                                  | Michael Matthews                     | Australie                            | Orica-BikeExchange                   | 3                                    |
| 15e                                  | Julian Alaphilippe                   | France                               | Etixx-Quick Step                     | 2                                    |
| modifier                             |                                      |                                      |                                      |                                      |

|   | Coureur       | Pays      | Équipe           | Secondes |
| - | ------------- | --------- | ---------------- | -------- |
| 1 | Marcel Kittel | Allemagne | Etixx-Quick Step | 10 s     |
| 2 | Bryan Coquard | France    | Direct Énergie   | 6 s      |
| 3 | Peter Sagan   | Slovaquie | Tinkoff          | 4 s      |

### Cols et côtes
| \| Côte de la Maison Neuve (km 182) - 4e catégorie (1,2 km à 5,6%) \| Côte de la Maison Neuve (km 182) - 4e catégorie (1,2 km à 5,6%) \| Côte de la Maison Neuve (km 182) - 4e catégorie (1,2 km à 5,6%) \| Côte de la Maison Neuve (km 182) - 4e catégorie (1,2 km à 5,6%) \| Côte de la Maison Neuve (km 182) - 4e catégorie (1,2 km à 5,6%) \| \| --------------------------------------------------------------- \| --------------------------------------------------------------- \| --------------------------------------------------------------- \| --------------------------------------------------------------- \| --------------------------------------------------------------- \| \| \| Coureur \| Pays \| Équipe \| Point(s) \| \| 1er \| Markel Irizar \| Espagne \| Trek-Segafredo \| 1 \| \| modifier \| \| \| \| \| |               |         |                |          |
| Côte de la Maison Neuve (km 182) - 4e catégorie (1,2 km à 5,6%) |               |         |                |          |
| | Coureur       | Pays    | Équipe         | Point(s) |
| 1er | Markel Irizar | Espagne | Trek-Segafredo | 1        |
| modifier |               |         |                |          |

## Classements à l'issue de l'étape

### Classement général
| \| Classement général \| Classement général \| Classement général \| Classement général \| Classement général \| \| Coureur \| Coureur \| Pays \| Équipe \| Temps \| \| ------------------ \| ------------------ \| ------------------ \| ------------------ \| ------------------ \| \| 1er \| Peter Sagan \| Slovaquie \| Tinkoff \| 20 h 03 min 02 s \| \| 2e \| Julian Alaphilippe \| France \| Etixx-Quick Step \| + 12 s \| \| 3e \| Alejandro Valverde \| Espagne \| Movistar Team \| + 14 s \| \| 4e \| Warren Barguil \| France \| Giant-Alpecin \| + 18 s \| \| 5e \| Christopher Froome \| Royaume-Uni \| Team Sky \| + 18 s \| \| 6e \| Roman Kreuziger \| Tchéquie \| Tinkoff \| + 18 s \| \| 7e \| Nairo Quintana \| Colombie \| Movistar Team \| + 18 s \| \| 8e \| Fabio Aru \| Italie \| Astana \| + 18 s \| \| 9e \| Michael Matthews \| Australie \| Orica-BikeExchange \| + 18 s \| \| 10e \| Pierre Rolland \| France \| Cannondale-Drapac \| + 18 s \| |                    |             |                    |                  |
| |                    |             |                    |                  |
| Source : ProCyclingStats |                    |             |                    |                  |
| Classement général |                    |             |                    |                  |
| Coureur | Coureur            | Pays        | Équipe             | Temps            |
| 1er | Peter Sagan        | Slovaquie   | Tinkoff            | 20 h 03 min 02 s |
| 2e | Julian Alaphilippe | France      | Etixx-Quick Step   | + 12 s           |
| 3e | Alejandro Valverde | Espagne     | Movistar Team      | + 14 s           |
| 4e | Warren Barguil     | France      | Giant-Alpecin      | + 18 s           |
| 5e | Christopher Froome | Royaume-Uni | Team Sky           | + 18 s           |
| 6e | Roman Kreuziger    | Tchéquie    | Tinkoff            | + 18 s           |
| 7e | Nairo Quintana     | Colombie    | Movistar Team      | + 18 s           |
| 8e | Fabio Aru          | Italie      | Astana             | + 18 s           |
| 9e | Michael Matthews   | Australie   | Orica-BikeExchange | + 18 s           |
| 10e | Pierre Rolland     | France      | Cannondale-Drapac  | + 18 s           |

### Classement par points
| Classement par points | Classement par points | Classement par points | Classement par points | Classement par points |
| --------------------- | --------------------- | --------------------- | --------------------- | --------------------- |
|                       | Coureur               | Pays                  | Équipe                | Point(s)              |
| 1er                   | Peter Sagan           | Slovaquie             | Tinkoff               | 147 points            |
| 2e                    | Mark Cavendish        | Royaume-Uni           | Dimension Data        | 142 pts               |
| 3e                    | Marcel Kittel         | Allemagne             | Etixx-Quick Step      | 137 pts               |
| 4e                    | André Greipel         | Allemagne             | Lotto-Soudal          | 87 pts                |
| 5e                    | Bryan Coquard         | France                | Direct Énergie        | 83 pts                |
| 6e                    | Alexander Kristoff    | Norvège               | Katusha               | 56 pts                |
| 7e                    | Edward Theuns         | Belgique              | Trek-Segafredo        | 45 pts                |
| 8e                    | Michael Matthews      | Australie             | Orica-BikeExchange    | 38 pts                |
| 9e                    | Julian Alaphilippe    | France                | Etixx-Quick Step      | 37 pts                |
| 10e                   | Sondre Holst Enger    | Norvège               | IAM                   | 34 pts                |
| modifier              |                       |                       |                       |                       |

### Classement du meilleur grimpeur
| Classement du meilleur grimpeur | Classement du meilleur grimpeur | Classement du meilleur grimpeur | Classement du meilleur grimpeur | Classement du meilleur grimpeur |
| ------------------------------- | ------------------------------- | ------------------------------- | ------------------------------- | ------------------------------- |
|                                 | Coureur                         | Pays                            | Équipe                          | Point(s)                        |
| 1er                             | Jasper Stuyven                  | Belgique                        | Trek-Segafredo                  | 4 points                        |
| 2e                              | Paul Voss                       | Allemagne                       | Bora-Argon 18                   | 2 pts                           |
| 3e                              | Markel Irizar                   | Espagne                         | Trek-Segafredo                  | 1 pt                            |
| 4e                              | Vegard Breen                    | Norvège                         | Fortuneo-Vital Concept          | 1 pt                            |
| 5e                              | Armindo Fonseca                 | France                          | Fortuneo-Vital Concept          | 1 pt                            |
| modifier                        |                                 |                                 |                                 |                                 |

### Classement du meilleur jeune
| Classement général du meilleur jeune | Classement général du meilleur jeune | Classement général du meilleur jeune | Classement général du meilleur jeune | Classement général du meilleur jeune |
|                                      | Coureur                              | Pays                                 | Équipe                               | Temps                                |
| ------------------------------------ | ------------------------------------ | ------------------------------------ | ------------------------------------ | ------------------------------------ |
| 1er                                  | Julian Alaphilippe                   | France                               | Etixx-Quick Step                     | en 20 h 3 min 14 s                   |
| 2e                                   | Warren Barguil                       | France                               | Giant-Alpecin                        | + 6 s                                |
| 3e                                   | Wilco Kelderman                      | Pays-Bas                             | Lotto NL-Jumbo                       | + 6 s                                |
| 4e                                   | Adam Yates                           | Royaume-Uni                          | Orica-BikeExchange                   | + 6 s                                |
| 5e                                   | Louis Meintjes                       | Afrique du Sud                       | Lampre-Merida                        | + 17 s                               |
| modifier                             |                                      |                                      |                                      |                                      |

### Classement par équipes
| Classement par équipes | Classement par équipes | Classement par équipes | Classement par équipes |
|                        | Équipe                 | Pays                   | Temps                  |
| ---------------------- | ---------------------- | ---------------------- | ---------------------- |
| 1re                    | Orica-BikeExchange     | Australie              | en 60 h 10 min 0 s     |
| 2e                     | Sky                    | Royaume-Uni            | m.t.                   |
| 3e                     | Movistar               | Espagne                | + 21 s                 |
| 4e                     | FDJ                    | France                 | + 22 s                 |
| 5e                     | Astana                 | Kazakhstan             | + 26 s                 |
| modifier               |                        |                        |                        |